# Giulia Valle
Giulia Valle (* 1972 in Sanremo) ist eine italienische Jazzmusikerin (Kontrabass, Komposition).

## Leben und Wirken
Valle lebt seit ihrem fünften Lebensjahr in Barcelona. Dort erhielt sie zunächst drei Jahre lang Klavierunterricht. Mit 18 Jahren lernte sie autodidaktisch Bassgitarre, um dann zum Kontrabass zu wechseln. Sowohl klassischen Kontrabass als auch Jazzbass studierte sie am Conservatori Superior de Música del Liceu und am Taller de Músics bei Mario Rossy, sodann vertiefte sie in Paris bei François Rabbath und in New York bei Ben Street und Bruce Barth. Weiterhin ist sie Absolventin der Escola Superior de Música de Catalunya. Zwischen 1996 und 2003 erhielt sie ein Stipendium, das ihr einen längeren Studienaufenthalt in New York ermöglichte.
Valle hat mit Musikern wie John McNeil, Guillermo Klein, Mayte Martín, Perico Sambeat, David Megual, Bill McHenry, Gorka Benítez, David Xirgu oder Antonio Canales zusammengearbeitet.  In den letzten Jahrzehnten ist sie mit ihrer Giulia Valle Group und im Giulia Valle Trio auf zahlreichen internationalen Festivals und in Konzerten aufgetreten und hat seit 2002 regelmäßig Alben, zunächst bei Fresh Sound, veröffentlicht. Sie unterrichtet Musik am Conservatori Superior de Música del Liceu in Barcelona.

## Diskographische Hinweise
- Jason Lindner, Giulia Valle, Marc Ayza: 1, 2, 3, Etc. (Fresh Sound 2002)
- Giulia Valle Group: Colorista (Fresh Sound 2004)
- Giulia Valle Group: Danza Imprevista (Fresh Sound 2007)
- Giulia Valle Trio: Enchanted House (Fresh Sound 2008; mit Jason Lindner, Marc Ayza).
- Giulia Valle Group: Berenice (Fresh Sound 2010)
- Giulia Valle Group: Live (Fresh Sound 2012)
- Giulia Valle Group: Líbera (Temps Record 2015)
- Giulia Valle Trio: Live in Sant Francisco (Discmedi 2016)
- Carlos Cano en clave de Jazz (Satélite K 2021, mit Edu Pons, Mark Aanderud, Rusó Sala, Sandrine Robilliard, Dani Domínguez)